# Габріель Веочич
Габріель Веочич (італ. Salvatore Cavallaro; 1 червня 2001) — хорватський боксер, чемпіон Європи та призер Європейських ігор серед аматорів.

## Аматорська кар'єра
Веочич завоював бронзу на чемпіонаті Європи серед юніорів в 2016 році, срібло на чемпіонаті Європи серед юніорів в 2017 році та бронзу на чемпіонаті Європи серед молоді 2019.
На чемпіонаті світу 2021 переміг трьох суперників, а у чвертьфіналі програв Йоенлісу Ернандесу (Куба).
На чемпіонаті Європи до 22 років 2022 року став чемпіоном.
На чемпіонаті світу 2023 переміг трьох суперників, а у чвертьфіналі програв Газімагомеду Халідову (Іспанія).
На Європейських іграх 2023 завоював срібну медаль.
- В 1/16 фіналу переміг Крістіана Ніколова (Болгарія) — 4-1
- В 1/8 фіналу переміг Андрея Арадоає (Румунія) — 5-0
- У чвертьфіналі переміг Стівена Ааса (Естонія) — 5-0
- У півфіналі переміг Мурада Аллахвердієва (Азербайджан) — 5-0
- У фіналі програв Олександрові Хижняку (Україна) — RSC R2

На чемпіонаті Європи 2024 став чемпіоном.
- В 1/16 фіналу переміг Мурада Аллахвердієва (Азербайджан) — 5-0
- В 1/8 фіналу переміг Газімагомеда Халідова (Іспанія) — 5-0
- У чвертьфіналі переміг Дмитра Кошкуга (Молдова) — 5-0
- У півфіналі переміг Йожерліна Сезара (Франція) — 5-0
- У фіналі переміг Растко Шимича (Сербія) — 5-0

На Олімпійських іграх 2024 переміг Хуссейна Ішаіш (Йорданія) і програв Крістіану Піналесу (Домініканська Республіка).